# Seňa
Seňa (bis 1927 slowakisch auch „Šeňa“; deutsch Schena, ungarisch Abaújszina oder Szina) ist eine Gemeinde im Osten der Slowakei, mit 2228 Einwohnern (Stand 31. Dezember 2024). Administrativ gehört sie zum Okres Košice-okolie, der wiederum ein Teil des Bezirks Košický kraj ist. Die Bevölkerung ist überwiegend (87,3 %) slowakisch, mit einer magyarischen Minderheit (10,9 %) (Volkszählung 2001).

## Geographie
Die Gemeinde liegt am südlichen Ende des Talkessels Košická kotlina, am Bach Sokoliansky potok, der sich an der ungarischen Grenze  mit dem Fluss Sartoš vereinigt. Die umliegende Region wird manchmal auch als Abov bezeichnet. Das Gemeindegebiet reicht im Osten zum Fluss Hornád, der in diesem Abschnitt ein Grenzfluss ist. Der Ort selbst ist mit dem Nachbarort Kechnec fließend im bebauten Gebiet verbunden. Seňa liegt auf dem Weg zwischen Košice und Miskolc und ist 18 Kilometer von der erstgenannten Stadt entfernt.
Nachbargemeinden sind Bočiar, Sokoľany und Belža im Norden, Gyňov im Nordosten, Trstené pri Hornáde und Kéked im Osten, Perín-Chym im Westen und Veľká Ida und Košice (Stadtteil Šaca) im Nordwesten.

## Geschichte

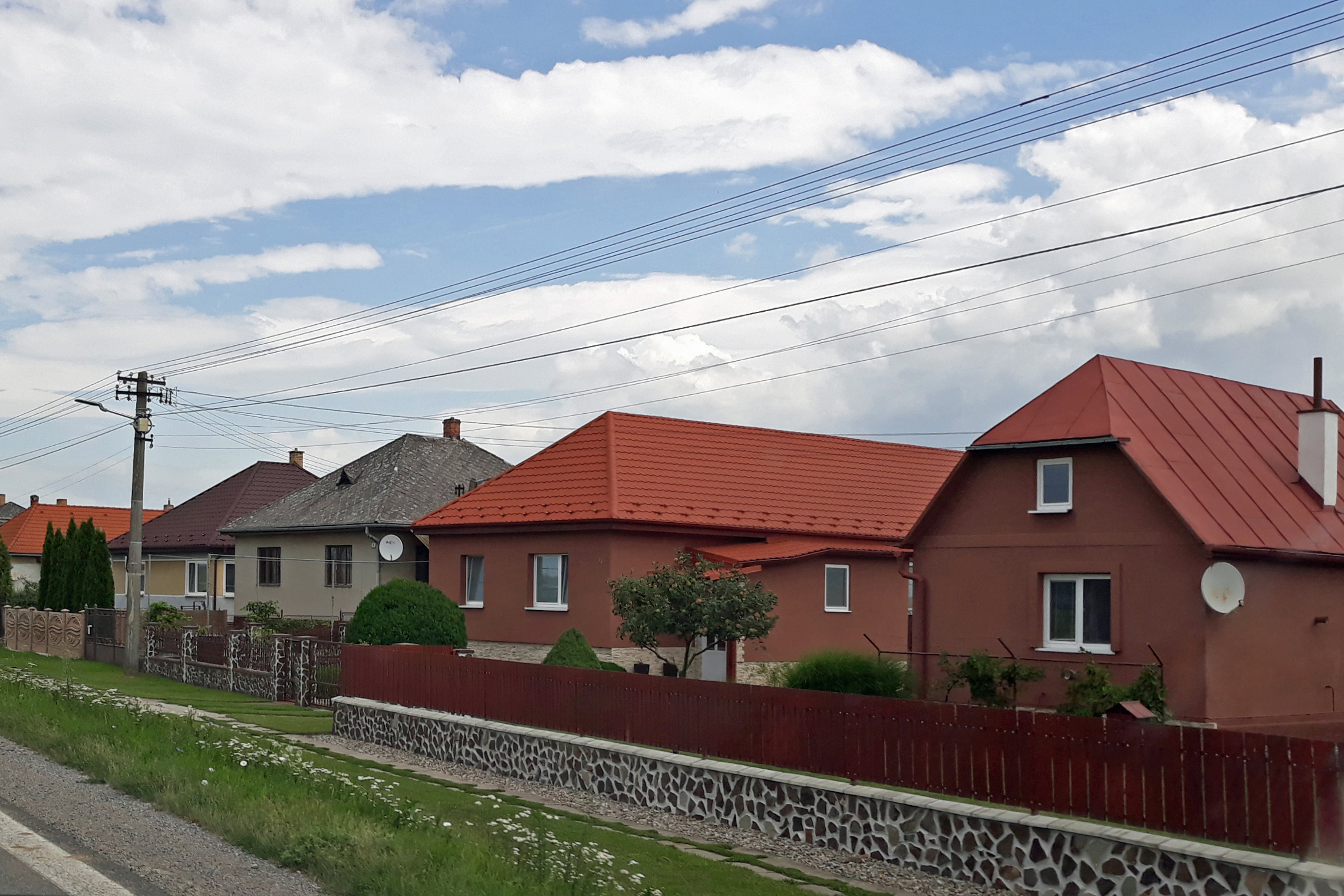
Häuser in Seňa

Auf dem heutigen Gemeindegebiet entdeckte man ein steinernes Werkzeug, dessen Alter auf 400.000 Jahre geschätzt wird. Somit handelt es sich um einen der ältesten Nachweise der Menschenansiedlung in der heutigen Slowakei. Daneben ist der Ort ein alter Siedlungsplatz, mit Funden aus der älteren Steinzeit und Bronzezeit, Latènezeit, späteren Römerzeit, sowie einer slawischen Siedlung aus dem 9. und 10. Jahrhundert.
Der Ort wird zum ersten Mal 1249 in einer Urkunde als Scena und Schena erwähnt. Sie bezieht sich auf die deutschen „Gäste von Schena“, die vom ungarischen König Béla IV. eingeladen wurden, um nach dem Mongoleneinfall 1241 das verwüstete Land wieder zu besiedeln. Im späten Mittelalter wird Seňa sogar als eine Stadt geführt und galt als eine wichtige Siedlung im Komitat Abaúj. 1421 sind im Ort 91 Porta verzeichnet, 1553 aber nur 35. Im Laufe der Zeit gehörte der Ort den Familien Rozgonyi und Báthory.
Bis zur Zeit der Reformation in der Mitte des 16. Jahrhunderts bildeten die Deutschen die Mehrheit der Bevölkerung des Ortes. Seither wurde der Ort ständig magyarisiert und slowakisiert. Die Turbulenzen im 16. und 17. Jahrhundert äußerten sich auch im Ort: Am 20. März 1528 fand beim Ort eine Schlacht zwischen den Heeren von Ferdinand I. und Johann Zápolya statt, aus welcher der erstgenannte siegreich hervorging. Am 20. September 1652 wurde Seňa von den angreifenden Türken niedergebrannt.
1828 hatte Seňa 196 Häuser und 1460 Einwohner. Haupteinnahmequelle der Bevölkerung war die Landwirtschaft, im 19. Jahrhundert gab es auch eine Brennerei.
1919 fiel der bisher zum Königreich Ungarn gehörende Ort an die Tschechoslowakei. 1938–45 war er auf Grund des Ersten Wiener Schiedsspruchs noch einmal Teil Ungarns. Ende 1944/Anfang 1945 war Seňa von Ereignissen des Zweiten Weltkriegs stark betroffen, als die deutsche Wehrmacht sich gegen die angreifenden rumänischen und sowjetischen Soldaten wehrte.
1986 wurde die Gemeinde Hraničná pri Hornáde, die 1964 aus den Gemeinden Milhosť und Kechnec entstand, eingegliedert. 1990 gliederte sich Kechnec aus, 1993 folgte auch Milhosť.

## Bevölkerung
| Jahr                | 1994 | 2004     | 2014    | 2024    |
| ------------------- | ---- | -------- | ------- | ------- |
| Anzahl der Personen | 1926 | 2122     | 2095    | 2228    |
| Unterschied         |      | +10,17 % | −1,27 % | +6,34 % |

| Jahr                | 2023 | 2024    |
| ------------------- | ---- | ------- |
| Anzahl der Personen | 2212 | 2228    |
| Unterschied         |      | +0,72 % |

Nach der Volkszählung 2011 wohnten in Seňa 2091 Einwohner, davon 1.703 Slowaken, 252 Magyaren, 12 Roma, 10 Tschechen, vier Ukrainer und ein Russine. Drei Einwohner gab eine andere Ethnie an und 106 Einwohner machten keine Angabe zur Ethnie.
1390 Einwohner bekannten sich zur römisch-katholischen Kirche, 294 Einwohner zur reformierten Kirche, 108 Einwohner zur griechisch-katholischen Kirche, 16 Einwohner zu den Zeugen Jehovas, acht Einwohner zur Evangelischen Kirche A. B., sechs Einwohner zur apostolischen Kirche, drei Einwohner zur orthodoxen Kirche und zwei Einwohner zur evangelisch-methodistischen Kirche; drei Einwohner bekannten sich zu einer anderen Konfession. 100 Einwohner waren konfessionslos und bei 161 Einwohnern wurde die Konfession nicht ermittelt.

## Bauwerke und Denkmäler
- reformierte Kirche im gotischen Stil aus dem 13. Jahrhundert